# Баджитпур
Баджитпур (бенг. বাজিতপুর, англ. Bajitpur) — город и муниципалитет на востоке Бангладеш, административный центр одноимённого подокруга. Площадь города равна 9,84 км². По данным переписи 2001 года, в городе проживало 26 609 человек, из которых мужчины составляли 50,76 %, женщины — соответственно 49,24 %. Плотность населения равнялась 2704 чел. на 1 км². Уровень грамотности населения составлял 41,4 % (при среднем по Бангладеш показателе 43,1 %).